# Lawrance Aero Engine Company
La Lawrance Aero Engine Company fu un costruttore di motori aeronautici statunitense. Fu fondata dal pioniere Charles Lawrance, che disegnò uno dei principali motori radiali raffreddati ad aria dell'epoca. La società fu attiva in modo indipendente solo per cinque anni, per poi essere acquisita dalla Wright Aeronautical Corporation.

## Storia
La Lawrance Aero Engine Company venne fondata nel 1917. Dopo la fine della prima guerra mondiale la Lawrance lavorò per l'Esercito e per la Marina statunitensi, sviluppando il motore L-1, un nove cilindri radiale, che divenne noto come 200 HP Lawrance J-1. Fu considerato il miglior motore radiale raffreddato ad aria del periodo; passò un test di durata di 50 ore nel 1922.
La U. S. Navy fu soddisfatta del motore ma capì che l'azienda era troppo piccola per riuscire a produrre la quantità di motori necessari, pertanto suggerì alla Wright di comprare la Lawrance Company e farsi carico della costruzione del motore J-1. Nel maggio 1923, la Lawrance venne quindi comprata dalla Wright Aeronautical e il motore J-1, con ulteriori sviluppi, fu prodotto in diverse versioni note con i nomi commerciali di J-5, J-6, e R-795.

## Prodotti
- Lawrance A-3
- Lawrance C-2 1917
- Lawrance J-1
- Lawrance J-2
- Lawrance L-1
- Lawrance L-2
- Lawrance L-3
- Lawrance L-4 (Wright Gale)
- Lawrance L-5